# أولاد الكرومية (أولاد عتو الوطى)
أولاد الكرومية هو دُوَّار يقع بجماعة أولاد امحمد، إقليم سطات، جهة الدار البيضاء سطات في المملكة المغربية. ينتمي الدوّار لمشيخة أولاد عتو الوطى التي تضم 4 دواوير. يقدر عدد سكانه بـ 364 نسمة حسب الإحصاء الرسمي للسكان والسكنى لسنة 2004.

## روابط خارجية
- البوابة الوطنية للجماعات الترابية
- المندوبية السامية للتخطيط